# Kenpo
Kempo (拳法)  je termin u japanskom jeziku koji označava određenu vrstu borilačkih vještina, a ponekada se koristi i kao riječ za borilačke vještine općenito. 
Japanska riječ „kenpo“ je prijevod kineske riječi „quanfa“, a izgovora se „kempo“ zbog odnosa zvučnih i bezvučnih glasova (n prije p prelazi u m, isto kao i vrabac – vrapci). Oba izraza dolaze iz iste riječi, iako i dan danas ima mnogo prepirki oko ovog malog detalja.  
Kempo vještina koristi udarce (atemi waza) i to rukama (tsuki waza, uchi waza) i nogama (keri/geri waza), te blokiranje (uke waza), bacanje (nage waza), vještinu poluga (kansetsu-gyakutori-waza) i vještinu hrvanja na podu (ne waza). Tradicionalna oružja kempa su: nunchake, kratki štap, dugi štap, tonfa i druga okinavljanska oružja. 
Kempo je jedna od nastarijih borilačkih vještina. Pretpostavlja se da korijenje vuče iz Indije, no potpuni razvoj doživjela je u Kini tijekom više od 1500 godina. Neki autori (Dr. Wiliam Durbin - Soke, Kiyojute Ryu Kempo Bugei) napominje razvoj kempa iz ninpa i njegovu blisku vezu s ninjutsuom. Naziv „kempo“ je prvo koristen kao opisna riječ za borilačke vještine koje dolaze s Okinawe, često se označavajući i kao „kempo karate“ pri njihovom dolasku u Japan ili na Havaje (Chojun Miyagi Sensei).
U samim korijenima kempo je služio primarno kao terapeutska i meditativna praksa koju su upraznjavali svećenici hrama Shaolin kao formu meditacije u pokretu i osnazivanje tijela, da bi kasnije zbog nemirnih vremena, redovnici Shaolin hramova postali najpoznatiji i najcjenjeniji borci nevjerojatne vještine i sposobnosti. Iz Kine vještina se proširila cijelim dalekim istokom, a tijekom 20.st. osobito poslije II sv. rata i cijelim svijetom. U Hrvatskoj ima svega nekoliko učitelja ove borilačke vještine.
U novije vrijeme postoji više raznih stilova kempa. 
Shorin-ji kempo jer osnovan od strane Doshin So-a,  koji je preuzeo tehnike shaolina u vrijeme kad je živio u Kini, povezao ih s judom i aikidom kao tradicionalnim japanskim vještinama te osnovao Shorinji Kempo ( kin.„Shao Lin Ch'uan Fa“ ili „Shaolin quanfa“ – doslovni prijevod „shaolinski način šakanja“ ), koji je izvorno registriran kao religijska sekta (Kongo Zen Budizam). Razlog takvoj registraciji je vrijeme i mjesto gdje se taj sistem rodio - neposredno poslije 2. sv. rata u Japanu je bilo zabranjeno treniranje bilo kakve borilačke vještine (osim policijskih), te je Doshin So registrirao svoju udrugu kao "borbenu religiju".
Druga poznata inačica kempa je američki kempo, koji je nastao pod utjecajem majstora James Masayoshi Mitosea koji je kempo učio na Havajima. Njegovi su učenici razvijali stil dalje, kao što su npr. William Chow Kempo i slavni Ed Parker Kempo – vrsta kempa koji je njegov tvorac je ispekao zanat u mnogim tučnjavama, te osnovao svoj stil koji još i danas širi svoj utjecaj, na klasičan američki način. Zanimljivo je čuti da je kod majstora Eda Parkera trenirao i veliki glazbenik Elvis Presley.
Nihon Kempo je izvorno japanska varijanta. Osnovao ju je majstor Muneomi Sawayama 1932. godine. Sama vještina koristi tehnike koje se nalaze i u karateu, judu, ju jutsu-u, boksu i hrvanju. U Japanu, nihon kempo se vježba na više od 100 sveučilišta i u japanskim policijskim snagama.
Mnoge japanske samurajske (koryu) borilačke vještine uključuju teknike koje se skupno nazivaju kempo ili kenpo. Riječ je mahom o tehnikama udaranja rukom i nogom te korištenju tijela kao oružja.